# Jon Moncayola
Moncayola  Tollar est un nom espagnol. Le premier nom de famille, en général paternel, est Moncayola ; le second, en général maternel, souvent omis, est Tollar.
Jon Moncayola Tollar, né le 13 mai 1998 à Garínoain, dans la Communauté forale de Navarre, en Espagne, est un footballeur espagnol qui évolue au poste de milieu central au sein du club espagnol du CA Osasuna.

## Biographie

### CA Osasuna
Natif de Garínoain en Espagne, Jon Moncayola est un pur produit du centre formation du CA Osasuna. Après être passé dans toutes les équipes de jeunes jusqu'à la réserve, Moncayola est intégré à l'équipe première alors que le club vient d'être promu en Liga. Il fait sa première apparition en équipe première le 17 août 2019, lors de la première journée de la saison 2019-2020 face au CD Leganés. Il est titularisé lors de cette rencontre qui se solde par la victoire des siens (0-1).
Le 28 novembre 2019 Moncayola prolonge son contrat avec Osasuna jusqu'en juin 2024. Sa clause libératoire est fixée à douze millions d'euros, ce à quoi il déclare modestement et avec humour que personne ne paiera une telle somme. Trois jours plus tard il inscrit son premier but en professionnel lors d'un match de championnat face à l'Espanyol de Barcelone. Entré en jeu à la place de Nacho Vidal, il inscrit le troisième but de son équipe, qui s'impose finalement par quatre buts à deux.
Le 8 juin 2021, après une très bonne saison en Liga (36 matches), ses performances incitent ses dirigeants à lui faire signer un contrat se terminant en 2031, avec une clause libératoire fixée à 22 millions d'euros.

### En sélection
Jon Moncayola joue son premier match avec l'équipe d'Espagne espoirs le 3 septembre 2020, face à la Macédoine du Nord. Il entre en jeu en toute fin de partie et son équipe s'impose (0-1). Il marque son premier et unique but avec les espoirs le 17 novembre 2020, contre Israël. Titulaire, il participe à la victoire de son équipe par trois buts à zéro.

## Palmarès

### En sélection

#### Espagne olympique
- Médaillé d'argent aux Jeux olympiques en 2021